# Parione
Parione Róma hatodik kerülete, hivatalos neve: R. VI Parione.
Címere egy griff, görög mitológiai lény, sasfejjel és oroszlántesttel. a büszkeség és a nemesség szimbóluma.
A név a latin paries (fal) kifejezésből származik, mivel a kerületben hatalmas falak ősi maradványai láthatók, amelyek Domitianus stadionjához tartoznak, és a szó változásai révén Parietone, Parrione és így Parione lett. 

## Fizikai földrajza

### Területe
A kerület határai:
- Sant'Eustachio: piazza delle Cinque Lune, corso Rinascimento, piazza Madama, piazza Sant'Andrea della Valle, largo dei Chiavari, largo del Pallaro, piazza dei Satiri, via dei Chiavari
- Regola: via dei Giubbonari, campo de' Fiori, via dei Cappellari, via del Pellegrino, via dei Banchi Vecchi
- Ponte: Vicolo Cellini, via dei Filippini, piazza dell'Orologio, via del Governo Vecchio, via del Corallo, piazza del Fico, vicolo delle Vacche, via di Tor Millina, via di Santa Maria dell'Anima, Largo Febo, via di Tor Sanguina, Piazza delle Cinque Lune

## Története
Az ókori Róma korában ez a kerület a IX. augusztuszi Circo Flaminio nevű régióhoz tartozott. A környéken volt a Domitianus-stadion, az Odeon, a színház és a Pompeius-kúria.
Szintén Domitianus építtette az Odeont (latinul Odeum) költői és zenei versenyek befogadására.
1200 körül Damasóban Parione és S. Lorenzo néven szerepelt, és a lakosság száma 1400-ig folyamatosan nőtt, amikor a közeli Campo de’ Fiori tér kikövezésének köszönhetően nagy jelentőséget kapott, amely hamarosan sok uraság számára gazdasági és tranzitközponttá vált.
IV. Szixtusz pápa (1471–1484) idején a kerület elvesztette jellemzően középkori kaotikus arcát egy inkább reneszánsz stílusúra felújított épületek, az utcák szélesítése stb. Ugyanebben az időszakban épült meg a Sisto híd, amely Trastevere és Parione között volt összeköttetésben.
1400 és 1500 között az átépítések és az új utak aszfaltozása kedvezett az urbanizációnak. Ugyanakkor számos művészt kértek fel az épületek homlokzatának díszítésére, amely gyakorlat Észak- Olaszországból indult ki, és abban az időszakban terjedt el Rómába is. 1500-ban a Campo de' Fiori intenzív kereskedelmi tevékenysége fokozatosan a piazza Navonára költözött, amelyet azért preferáltak, mert nagyobb volt.
1600-ban a piazza Navona új arcot kapott Bernini átrendezésének köszönhetően, más házak épültek, hogy kitöltsék az épületek közötti teret. Róma mint főváros idejéig nem történt olyan nagy felfordulás a kerületben, amelyben az új barokk alkotások más reneszánsz alkotások mellé kerültek, kivéve a corso Vittorio Emanuele II megnyitását, amely egy nagy sugárút, rugalmas elrendezéssel, hogy elkerülje a monumentális, már meglévő épületeket. Ha egy épület túlságosan kilógott, csak a legkülső részét bontották le, hogy az előzővel megegyező homlokzatot építsenek újra.
Ez a név a múltban megegyezett a jelenlegi via del Governo Vecchio utcának megfelelő utcával, később a San Tommaso in Parione néven ismert utca, amely a Santa Maria della Pacéből a via del Governo Vecchióba torkollik. név.

### Címere
Vörös griff fehér mezőben.

## Műemlékek és látnivalók

### Civil építészet
- Palazzo Braschi, piazza di S. Pantaleo
- Palazzo Massimo alle Colonne, corso Vittorio Emanuele II
- Történelmi Palazzo Massimo (vagy Pirro), piazza de Massimi
- Palazzo Nardini, via del Governo Vecchio
- Palazzo Orsini Pio Righetti, piazza del Biscione
- Palazzo Pamphilj, piazza Navona
- Palazzo della Cancelleria, piazza della Cancelleria
- Piccola Farnesina ai Baullari (Barracco Múzeum), corso Vittorio Emanuele II
- Pompeius Színház (már nem létezik), via di Grotta Pinta
- Palazzo Sora, a corso Vittorio és a via Sora közötti sarkon

### Vallási építészet
- Santa Barbara dei Librai-templom
- Santa Maria in Vallicella-templom (az úgynevezett Chiesa Nuova)
- San Lorenzo-bazilika, Damaso
- Szűzanya-templom (korábban San Giacomo degli Spagnoli)
- Sant'Agnese in Agone-templom
- San Nicola dei Lorenesi-templom
- Jézus születésének temploma
- San Tommaso-templom
- San Pantaleo-templom
- Oltáriszentség és Jézus öt sebének szónoklata temploma

Felszentelve
- Santa Maria-templom, Grottapinta

Eltűnt
- Santa Cecilia de Turre Campi-templom
- Santo Stefano-templom, Piscinula
- Sant'Elisabetta dei Fornari-templom

### Egyéb
- Giordano Bruno emlékműve a campo de' Fiorin
- Marco Minghetti emlékműve a Piazza di San Pantaleo-n (Lio Gangeri bronz, 1895)
- Pietro Metastasio emlékműve a piazza della Chiesa Nuován (Emilio Gallori bronza 1886-ból, 1910-ben költöztették ide a piazza di San Silvestróról)
- Pasquino, piazza Pasquino

## Antropikus földrajza

### Terek
- Campo de’ Fiori
- Piazza Navona
- Újtemplom tér
- Piazza del Biscione
- Kancellária tér
- Pollarola tér

### Utak
- A reneszánsz lefolyása
- Via del Governo Vecchio
- Via della Chiesa Nuova
- Via dei Cappellari
- Via dei Leutari
- Zarándokút
- Via di Grottapinta
- Via del Teatro della Pace
- Via dei Chiavari
- Via dei Baullari

## Fordítás
- Ez a szócikk részben vagy egészben  a   Parione című olasz Wikipédia-szócikk ezen változatának fordításán alapul.  Az eredeti cikk szerkesztőit annak laptörténete sorolja fel. Ez a jelzés csupán a megfogalmazás eredetét és a szerzői jogokat jelzi, nem szolgál a cikkben szereplő információk forrásmegjelöléseként.

## Bibliográfia
- Giorgio Carpaneto. I Rioni e i Quartieri di Roma. Róma: Newton Compton Editori (1989)
- Umberto Gnoli. Topografia e toponomastica di Roma medioevale e moderna. Róma: Staderini (1939)
- Carlo Pietrangeli. „Insegne e stemmi dei rioni di Roma”, Róma anno XXVIII (6), Kiadó: Tumminelli – Istituto Romano di Arti Grafiche - Capitolium – Roma 6.
- Claudio Rendina–Donatella Paradisi. Le strade di Roma. Róma: Newton Compton Editori (2004). ISBN 88-541-0208-3